# Кара Китай
Кара Китай (на монголски: Хар Хятан), наричана в китайските източници Западна Ляо (西遼), е държава, съществувала в Централна Азия между 1124 и 1218 г. Тя е създадена от Йелу Даши, който се преселва с около 100 хиляди китани на запад след разгрома на държавата Ляо от джурчените.
При пристигането на каракитаните в Централна Азия регионът се управлява от ислямизираната и иранизирана карлукска династия на Караханидите. В същото време мнозинството от номадското население не е мюсюлманско, а се придържа към разпространените по времето на Уйгурското ханство несторианство, манихейство и будизъм.
С подкрепата на местните племена, сред които найманите и карлуките, каракитаните отстраняват караханидските владетели и установяват властта си в обширни области от река Иртиш и Седморечието до северните граници на Тибет. Те проявяват значителна религиозна търпимост и, макар мнозинството да са будисти и конфуцианци, някои каракитански владетели (гур ханове) имат християнски имена. Тяхната столица Баласагун (в днешен Киргизстан) се превръща в процъфтяващ културен и търговски център.
Кара Китай е подчинен от Монголската империя през 1218 г.

## Гур ханове
- Йелу Даши (1124 – 1144)
- Табуян (1144 – 1150, регент)
- Йелу Илие (1150 – 1164)
- Йелу Пусуван (1164 – 1178, регент)
- Йелу Джилигу (1178 – 1211)
- Кучлуг (1211 – 1218)